# La Piscine (film)
Pour les articles homonymes, voir Piscine et La Piscine (musée).
Pour plus de détails, voir Fiche technique et Distribution.
La Piscine est un film italo-français réalisé par Jacques Deray, sorti en 1969.
Le film est censé se dérouler à l’été 1968 sur la Côte d'Azur : il s’agit d’un drame de la jalousie et de la possessivité entre un couple vivant dans une propriété paradisiaque et des amis qui viennent leur rendre visite.
Le film rencontre un franc succès à l'international et devient une œuvre récurrente sur le petit écran. Le long-métrage consolide durablement l’image du duo Alain Delon-Romy Schneider, perçu comme l’un des couples les plus emblématiques du cinéma.

## Synopsis
Jean-Paul (Alain Delon), écrivain en panne d'inspiration et agent publicitaire, et Marianne (Romy Schneider), qui vivent heureux depuis deux ans et demi, profitent de la vie dans une superbe villa avec piscine, prêtée par des amis, au-dessus de Saint-Tropez.
Leur tendre et tranquille tête-à-tête est interrompu par un coup de fil de Harry (Maurice Ronet) annonçant sa venue. C'est un play-boy sûr de lui, qui a fait fortune avec sa maison de disques, vieil ami de Jean-Paul et ancien amant de Marianne. Prétentieux, il exhibe une superbe voiture de sport — une Maserati Ghibli — et se vante d'avoir fait "Paris Saint-Tropez en 7H15". Il arrive avec sa fille Pénélope (Jane Birkin) de dix-huit ans, femme-enfant timide et dérangeante.
Marianne propose à Harry et à Pénélope de rester quelques jours, ce qui déplaît à Jean-Paul.
Harry part pour Saint-Tropez. Pendant ce temps, le couple est un peu gêné par la présence de Pénélope, trop sage et introvertie.
Harry revient avec une bande de copains, on danse on boit. Jean-Paul accepte mal cette fête qui lui est imposée. Après avoir vu Marianne danser tendrement avec Harry, il se rapproche de Pénélope qui, comme lui, se sent étrangère à la fête.

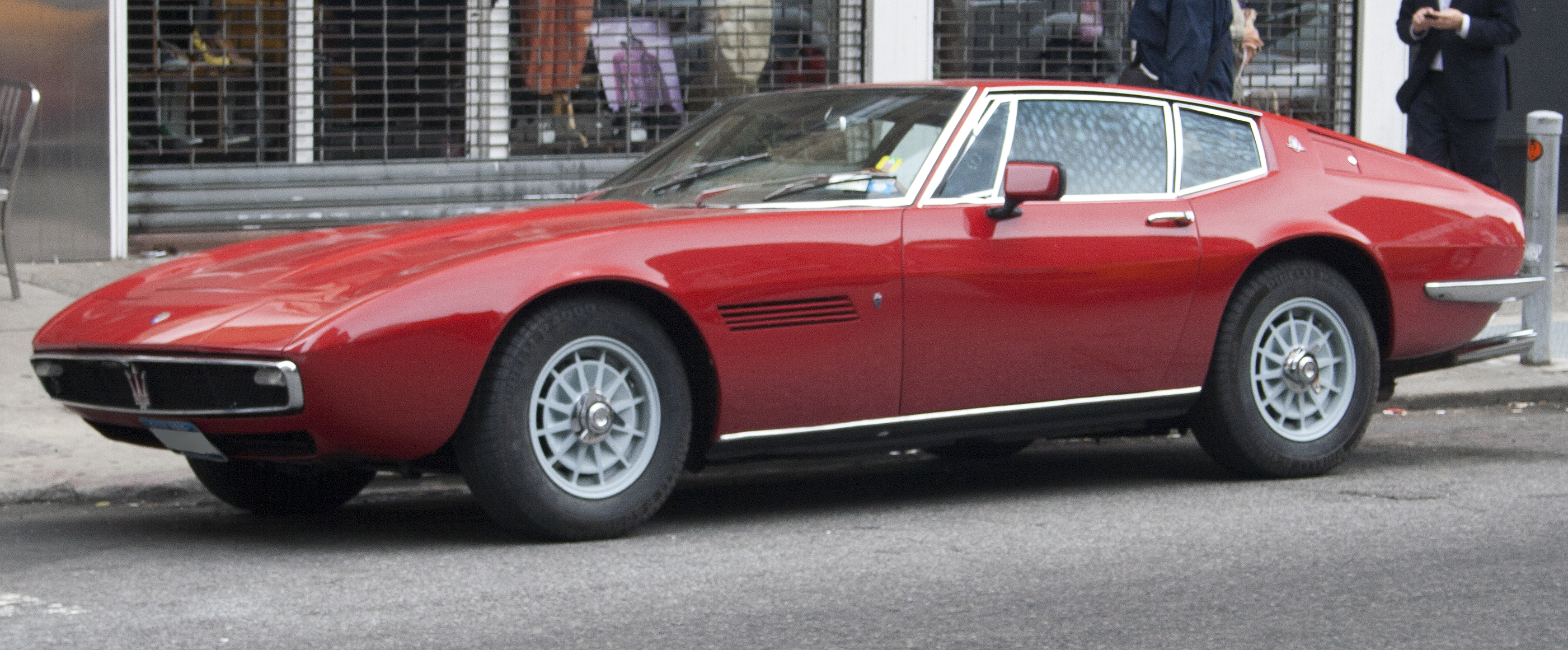
La Maserati Ghibli, du même modèle que celle conduite par Harry dans le film.

Le lendemain matin, tous les quatre se retrouvent seuls, plus ou moins vaseux et insatisfaits. Marianne, inquiète de la connivence naissante entre Jean-Paul et Pénélope, part en voiture avec Harry, ce qui attise encore la jalousie de Jean-Paul. Pendant qu'ils sont seuls, Pénélope raconte à Jean-Paul que son père s'est invité très tardivement dans sa vie, qu'il devient envahissant, la faisant parfois passer pour sa maîtresse afin de paraître plus jeune. Par petites touches, elle en dresse un portrait peu flatteur, notamment qu'il se targue d'avoir "cédé" Marianne à Jean-Paul, disant pouvoir la reprendre "quand il voudra" et qu'il considère Jean-Paul comme un raté.
Pendant qu’Harry et Marianne sont à Saint-Tropez, Pénélope et Jean-Paul partent à leur tour se baigner sur la côte. Harry et Marianne, déjà rentrés, les voient revenir radieux de leur escapade. Pénélope ne porte qu’une veste, sans son maillot en dessous. Ils dînent tous ensemble, dans une atmosphère tendue et ambiguë. Pénélope décide de quitter la table.
Harry après le dîner visite un ami avant son départ, qu'il décide subitement pour le lendemain.
Marianne fait une scène à Jean-Paul, elle pense qu'il est amoureux de Pénélope. Puis elle va se coucher pendant que Jean-Paul, qui s'est remis à boire, reste seul au rez de chaussée.
Harry rentre tard, ivre et reproche violemment à Jean-Paul d'être un pitoyable raté et de chercher à se venger de sa réussite en couchant avec sa fille. Il veut lui donner un coup de poing et tombe dans la piscine. Jean-Paul l'empêche de remonter, le rejette à l'eau lorsqu'il tente de se hisser sur la berge et finalement lui maintient la tête sous l'eau jusqu'à ce qu'il se noie.
Puis, il sort le corps de l'eau, lui enlève ses vêtements et le rejette à l'eau. Il dispose ensuite du linge propre sur le bord de la piscine et cache à la cave le linge mouillé de Harry.
Après les obsèques, ils se retrouvent tous les trois dans la maison.
Un inspecteur (Paul Crauchet) se présente. Il fait part de sa perplexité : les vêtements prétendument laissés par Harry au bord de la piscine, propres, n'ont pas été portés et il s'est baigné avec une montre de grande valeur non étanche. Pour les besoins de l'enquête, il leur demande de rester sur place.
Lors d'un tête-à-tête, l'inspecteur confie ensuite ses soupçons à Marianne. Subtil, il a flairé et démêlé l'écheveau complexe des relations entre les protagonistes du drame.
Le couple a ensuite un échange pesant au terme duquel Jean-Paul signifie à Marianne qu'il va partir, ce qui la laisse dévastée.
Plus tard, Jean-Paul, pensant que Marianne a retrouvé les vêtements mouillés d'Harry, lui avoue tout. En fait, elle n'avait que des soupçons. Il lui indique que les vêtements sont cachés sous un tas de bois à la cave. Elle s'y rend et les trouve. Elle lui laisse entendre qu'elle se taira à condition que Pénélope parte.
Marianne conduit Pénélope à l'aéroport de Nice et la rassure sur la cause de la mort de son père : il s'agit bien d'un accident et de rien d'autre.
L'inspecteur, intimement convaincu de la culpabilité de Jean-Paul, incite une dernière fois, sans succès, Marianne à le dénoncer.
Alors que le couple est à son tour sur le départ, Marianne préfère soudain prendre le train et veut commander un taxi. Jean-Paul interrompt l'appel téléphonique, lui signifiant ainsi qu'il entend rester avec elle.
Le film se termine par une étreinte de Jean-Paul et de Marianne, derrière une fenêtre.

## Fiche technique
Sauf indication contraire ou complémentaire, les informations mentionnées dans cette section proviennent du générique de fin de l'œuvre audiovisuelle présentée ici.
- Titre original : La Piscine
- Titre italien : La piscina[2]
- Réalisation : Jacques Deray
- Scénario : Jean-Emmanuel Conil ; Jean-Claude Carrière et Jacques Deray (adaptation dialogue)
- Musique : Michel Legrand
- Décors : Paul Laffargue
- Photographie : Jean-Jacques Tarbès
- Son : Réné Longuet
- Montage : Paul Cayatte, Assistante Liane Morice
- Production : Gérard Beytout
- Sociétés de production : SNC (France) ; Tritone Cinematografica (coproduction italienne)
- Société de distribution : SNC (France)
- Pays de production :  France /  Italie
- Format : couleur Eastmancolor - 1,66:1
- Genre : drame, policier
- Durée : 122 minutes
- Dates de sortie : 
  - France : 31 janvier 1969
  - Italie : 5 avril 1969[2]
- Affiche : Jacques Vaissier (France)

## Distribution
- Alain Delon : Jean-Paul Leroy
- Romy Schneider : Marianne
- Maurice Ronet : Harry Lannier
- Jane Birkin : Pénélope Lannier
- Paul Crauchet : l'inspecteur Lévêque
- Suzie Jaspard : Émilie
- Steve Eckart : Fred
- Maddly Bamy : Sylvie, la danseuse métisse de la fête
- Stéphanie Fugain (Coquinos) : la danseuse brune de la fête
- Thierry Chabert : un ami
- Albert Cossery : un ami en chemise à carreaux

## Production

### Dialogues
En 2016, Jean-Claude Carrière déclare avoir principalement écrit des dialogues indirects, très éloignés des conflits entre les personnages, afin que Jacques Deray puisse essentiellement se concentrer sur les gestes et les regards plutôt que sur les dialogues, qui tiennent sur les huit pages de script.

### Attribution des rôles
Pour le premier rôle féminin, celui de Marianne, le réalisateur Jacques Deray approche successivement les actrices Delphine Seyrig, Jeanne Moreau, Monica Vitti et Angie Dickinson, mais Alain Delon impose avec insistance son choix pour Romy Schneider. Le producteur Gérard Beytout affirme alors « imaginer mal Sissi en bikini », et Alain Delon persiste dans son choix, menaçant de ne pas faire le film si son ancienne fiancée n'est pas engagée.
Romy Schneider est à ce moment-là dans un creux de carrière et s'est plus ou moins retirée des plateaux pour élever son fils David en bas âge. Les retrouvailles entre les anciens amants sont très médiatiques. Grâce à ce film, la carrière de Romy Schneider est relancée, passant à des rôles plus mûrs.
C'est en ayant pu voir les rushs de la Piscine avant la sortie et donc le succès du film, que le réalisateur Claude Sautet a l'idée d'engager Romy Schneider pour son prochain film, Les Choses de la vie.
Daniel Gélin soutient qu'il était prévu dans le rôle d'Harry, mais que le producteur Gérard Beytout l'a remplacé car il lui en voulait d'avoir conseillé Louis de Funès de rejoindre la grève survenue lors du tournage du Gendarme se marie, en plein mai 68, alors qu'il était en vacances à Saint-Tropez : « Ça m'a coûté très cher. Le producteur me regardait comme un fouteur de merde, celui qui a mis de Funès en grève, ça m'a fait énormément de tort ».

### Tournage
Le tournage commence le 19 août 1968 et s'achève le 19 octobre. Il a principalement lieu dans la villa, pourvue d'une piscine, située dans le chemin de l'Oumède à Ramatuelle sur la presqu'île de Saint-Tropez, où avaient été tournées deux ans plus tôt certaines scènes du film Voyage à deux de Stanley Donen. Quelques scènes sont également tournées au port de Saint-Tropez, au cimetière marin de Saint-Tropez et à l'aéroport de Nice-Côte d'Azur.
Lors du tournage de la scène de la noyade, Jacques Deray a cru que Maurice Ronet était réellement en train de se noyer.

### Variante internationale
Deux versions du films sont réalisées, une en français et l'autre en anglais. Les acteurs jouent en anglais pour la version internationale, ce qui était inhabituel à une époque où les films étaient toujours doublés ou sous-titrés, y compris en postsynchronisation, sauf Paul Crauchet qui a été doublé en version anglaise.
Le montage de la version anglaise (114 minutes) diffère légèrement de la version française (122 minutes). La différence la plus importante concerne une scène ajoutée à la fin de la version anglaise, pour donner un sens moral à l'histoire : l'inspecteur Lévêque (Paul Crauchet) revient dans une fourgonnette de police en vue d'arrêter Jean-Paul (Alain Delon). Il est inclus dans l'édition DVD (2008) et Blu-ray (2009).

### Musique
La musique du film est composée par Michel Legrand, dont la bande originale ne comprenant que deux titres sort en 1969 par United Artists Records (France) : Ask Yourself Why, interprétée par Ruth Price (en), et Run, Brother Rabbit, Run, par Delaney Bramlett (en), sont écrites par Alan et Marilyn Bergman. Le thème principal est chanté par Michel Legrand et sa sœur Christiane Legrand, sorte de transposition vocale du couple Delon/Schneider. Michel Legrand fait également appel à Stéphane Grappelli pour quelques passages au violon.
Liste de piste
- Face A

1. La piscine (thème principal ; 4:49)
2. Piège à reflets (3:26)
3. Dans la soirée (3:14)
4. Une enquête (4:19)
5. De souvenirs en regrets (5:27)

- Face B

1. Run, Brother Rabbit, Run (2:35)
2. Blues pour Romy (3:57)
3. Chassé-croisé (4:12)
4. Ask Yourself Why (3:08)
5. Suspicion (2:25)
6. Fugue criminelle (4:05)
7. La piscine (générique ; 1:45)

## Accueil

### Box-office
- France : 2 344 241 entrées[18].
- Italie : 2 800 000 entrées[18].
- Espagne : 1 701 410 entrées[18].
- Allemagne : 601 000 entrées[18].
- Belgique : 50 000 entrées (Bruxelles)[18].
- Monde (incomplet) :  7 496 651 entrées à sa sortie.

#### En France
Le film rencontre un franc succès public en France avec plus de 2,3 millions d'entrées. Grâce à quoi Alain Delon, après le déjà bon accueil de Adieu l'ami, confirme être une valeur sûre du box-office français. Quant à Romy Schneider, dont les scores des précédents films depuis le début des années 1960 étaient décevants, le film la remet tout à fait en selle. Le triomphe de La Piscine permet également à Jacques Deray d'obtenir son premier vrai succès commercial.

#### International
- À Bruxelles, le film sort en exclusivité le 27 février 1969, face à Mayerling, et prend la tête du box-office avec 1 109 000 francs belges, soit environ 18 500 spectateurs en 3 salles. Bilan bruxellois : 50 000 entrées[18].
- En Italie, La Piscine réalise plus de 900 millions de lires, soit environ 2,8 millions d’entrées, un score supérieur à celui enregistré en France[18].
- En Espagne, le film séduit également avec plus de 1,7 million de spectateurs, soit deux fois plus que Le Clan des Siciliens[18].
- À l’inverse, aux États-Unis, c’est un échec, avec seulement 28 550 dollars dans les salles clés de Variety (environ 40 % du marché des films français). Même accueil mitigé en Asie, y compris au Japon, pourtant habitué au succès de Delon[18].

En été 2021, la reprise de ce film, à l’affiche d'un cinéma indépendant de Manhattan (New York), obtient un succès, et est prolongée de 12 semaines de plus que ce qui était initialement prévu,. Le film enregistre plus de 200 000 dollars de recettes, soit environ 26 000 entrées, un résultat qualifié d’"excellent" par Unifrance pour une reprise. Le New York Times le décrit comme "le film de l’été new-yorkais 2021".

## Distinctions

### Récompenses
- Festival International du Film, Rio de Janeiro, 1969[25].

## Autour du film
- Serge Gainsbourg était très inquiet de voir Maurice Ronet et Alain Delon tourner autour de sa compagne, Jane Birkin. Il aurait dit à son ami Pierre Grimblat : « S'il y en a un qui touche à Jane, je le bute ! »[3]
- Une photo d'Alain Delon, prise pendant le tournage du film par le photographe Jean-Marie Périer, est utilisée pour la publicité du parfum Eau sauvage de Parfums Christian Dior en 2009[26].

### Reprises
En 2003, François Ozon réalise le film Swimming Pool librement inspiré de la même histoire, avec Charlotte Rampling dans le rôle principal.
En 2015, le film original a fait l'objet d'une reprise, A Bigger Splash, réalisé par Luca Guadagnino et avec dans les rôles principaux Tilda Swinton, Matthias Schoenaerts, Ralph Fiennes, et Dakota Johnson.